# Eupithecia ochroradiata
Eupithecia ochroradiata är en fjärilsart som beskrevs av Fritz Preissecker 1913. Eupithecia ochroradiata ingår i släktet Eupithecia och familjen mätare. Inga underarter finns listade i Catalogue of Life.